# Dombeya modestiformis
Dombeya modestiformis är en malvaväxtart som beskrevs av Arenes. Dombeya modestiformis ingår i släktet Dombeya och familjen malvaväxter. Inga underarter finns listade i Catalogue of Life.